# 전대흔

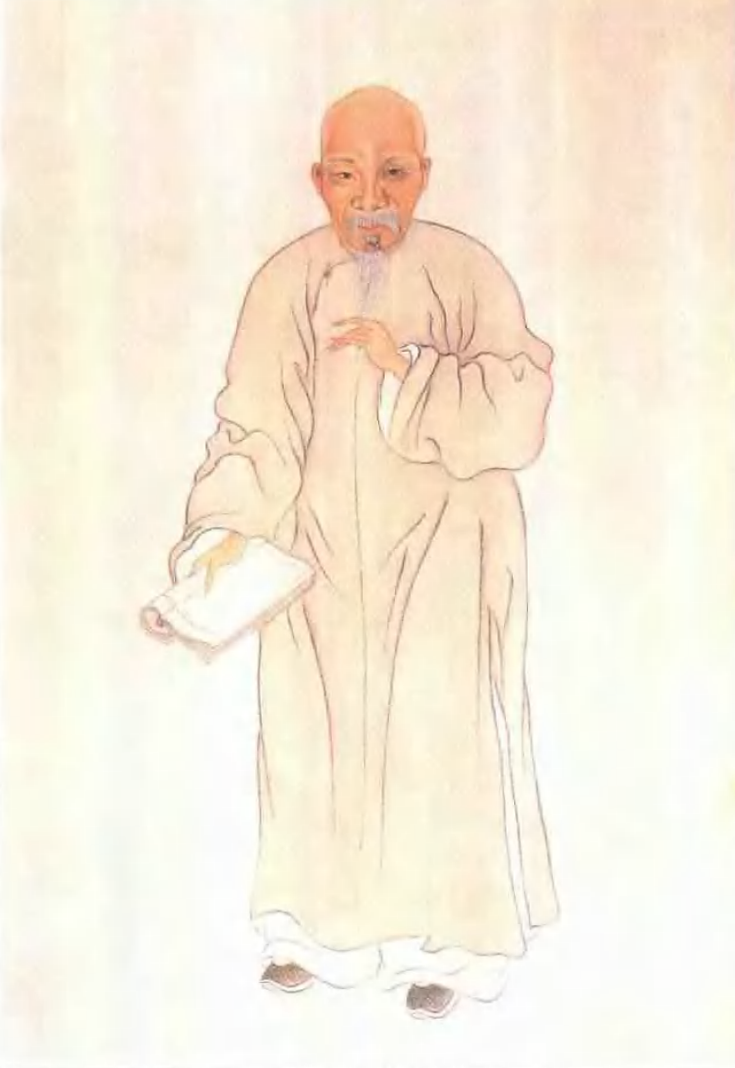

전대흔(錢大昕, 1728년 음력 1월 7일 ~ 1804년 음력 10월 20일)은 청나라 말기의 고증학자로, 자는 효징(曉徵), 호는 신미(辛楣)·죽정거사(竹汀居士)·잠연노인(潛硏老人)이다. 태창주(太倉州) 가정현(嘉定縣)(현 상해 자딩구) 출신으로, 아내는 왕명성의 누이동생이다.

## 생애
소주(蘇州)의 자양학원(紫陽學院)에서 수학하였고, 건륭제의 남쪽 순행에 따라 소시(召試)로 거인이 되고 내각중서(內閣中書)로 임용되었다. 1754년 진사가 되고, 한림원에서 벼슬하고 사부소사(事府小事)까지 승진하였다.
1775년, 광동학정(廣東學政)이 되었으나 부친상을 당하자 귀향하고 그대로 은퇴하였고, 죽을 때까지 30여년 간 종산(鍾山)·누동(婁東)의 서원과 자양서원에서 계속 원장을 지내며 후학을 양성하였다.

## 학문
젊어서 때 서양의 수학·천문학을 익혀 고대 중국의 역법을 연구한 《삼통술연》(三統術衍)을 저술하였고, 이외에도 철학·경학·사학·지리·문자학·음운학·금석학·시문학 등 여러 분야에 정통하였을 뿐만 아니라 관직에 있을 때 청렴하여 칭송받았다. 한림원에 재직하였을 때에는 《속문헌통고》(續文獻通考)·《대청일통지》(大淸一統志)를 비롯한 여러 서적의 편집을 맡았다.
그는 황종희·고염무로 시작된 청조사학(淸朝史學)의 대성자(大成者)이며, ‘실사구시(實事求是)’의 방법에 통달하여 근본 사료(史料)에 근거한 역사 연구를 확립, 그 실증적 엄밀성은 오늘날에도 정평이 있다. 특히 그의 저서 『십가제양신록(十駕齊養新綠)』은 그의 학문을 대표하는 명저로서 이름이 높다. 종래의 포폄출척(褒貶黜陟)을 주로 한 사론(史論)에 대하여 일세(一世)를 그은 것이다.